# Julián Ballester
Julián Ballester y Mas (Palma de Mallorca, 24 de enero de 1750-Sevilla, 14 de octubre de 1800) fue un grabador español.

## Biografía
Este grabador mallorquín nació en la villa de Campos el 24 de enero de 1750, hijo de Joaquín y Margarita, ambos dedicados a la labranza. Según Ossorio y Bernard, fue el eclesiástico Antonio Despuig y Dameto, protector de las artes, quien le agregó a José Montaner para que le auxiliase en la delineación y grabado del mapa grande de la isla, obra que dieron por terminada en 1785, bajo la dirección del referido cardenal. «No solo poseía Ballester la práctica del grabado, sino que había hecho profundos estudios en filosofía, teología y jurisprudencia, a cuya circunstancia debió la honra de acompañar al Cardenal en sus viajes por Italia y España, grabando con aplauso en Madrid y Sevilla», reseña Ossorio y Bernard.
El 25 de julio de 1795, este mismo protector lo nombró administrador general de la mitra y arzobispado de Valencia, pero Ballester desechó este destino y se dedicó por completo al grabado de láminas. Salieron de su mano una de gran tamaño que representa a la Virgen del Carmen dando el escapulario al beato Juan, los Diplomas de la Sociedad Económica mallorquina, el Arco triunfal levantado con motivo de la proclamación de Carlos IV y la Tarjeta de D. Juan Burgués Zaforteza, «muy notable» en palabras de Ossorio y Bernard.
En 1800 rechazó, como ya había hecho antes, la oferta para ejercer de pasaborde de la catedral de Sevilla. Falleció el 14 de octubre de 1800, víctima de la epidemia que asoló la ciudad hispalense.